# Список самых высоких зданий Гондураса
Список самых высоких зданий Гондураса — перечень самых высоких зданий страны.

## Список
В этом списке приведены небоскрёбы Гондураса с высотой от 100 метров. Эта высота включает шпили и архитектурные детали, но не включает антенны радиовышек и башен. Знак равенства (=) после ранга указывает на ту же высоту между двумя или более зданий. В столбце «Год» указан год, в котором здание было завершено.
| Место | Фото | Здание                | Город          | Высота м     | Этажность | Год постройки | Примечания |
| ----- | ---- | --------------------- | -------------- | ------------ | --------- | ------------- | ---------- |
| 1     |      | Igvanas Tara Eco City | Сан-Педро-Сула | 122,5        | 34        | 2017          |            |
| 2     |      | Panorama Life II      | Сан-Педро-Сула | 110,71       | 32        | 2016          |            |
| 3     |      | Sky Residence Club    | Тегусигальпа   | 97 или 100,5 | 27        | 2011          |            |